# هيكتور هورتادو
هيكتور هورتادو (بالإسبانية: Héctor Hurtado)‏ هو لاعب كرة قدم كولومبي، ولد في 21 سبتمبر 1975 في كالي في كولومبيا. شارك مع منتخب كولومبيا لكرة القدم. أما مع النوادي، فقد لعب مع أتلتيكو ناسيونال وأمريكا دي كالي والجامعي دي بيرو وإنديبنديينتي سانتا في وديبورتيس كوينديو ونادي إنترناسيونال ونادي سبورتينغ كريستال.

## وصلات خارجية
- هيكتور هورتادو على موقع الاتحاد الدولي (مؤرشف)  (الإنجليزية)
- هيكتور هورتادو على موقع قاعدة بيانات كرة القدم.إي يو (الإنجليزية)
- هيكتور هورتادو على موقع ناشيونال فوتبول تيمز (الإنجليزية)